# Biała (dopływ Wisły)
Biała (w lokalnym uzusie nazywana często Białka, niem. Bialka) – rzeka w południowej Polsce, prawy dopływ Wisły. Długość rzeki wynosi 28,6 km, a powierzchnia dorzecza – 139 km².

## Bieg
Źródlisko Białej znajduje się u wschodnich podnóży góry Magura w Beskidzie Śląskim, w Buczkowicach, na wysokości ok. 512 m n.p.m. W górnym biegu, po Wilkowice, rzeka początkowo płynie przez północną część Kotliny Żywieckiej, następnie stanowi granicę pomiędzy Beskidem Śląskim (na zachodzie) a Beskidem Małym (na wschodzie). Niżej, w rejonie Bielska-Białej, przepływa przez wąski pas Pogórza Śląskiego. W dolnym biegu płynie przez tereny Doliny Górnej Wisły, gdzie też w obrębie Czechowic-Dziedzic, na wysokości 242 m n.p.m., uchodzi do Wisły.
Działalność gospodarcza prowadzona w rejonie przyujściowym rzeki przez Przedsiębiorstwo Górnicze „Silesia” sp. z o.o., doprowadziła do zasadniczej zmiany przebiegu jej koryta. Rozwój kopalni i zajmowanie przez nią nowych terenów doprowadziły do odcięcia i zasypania końcowego odcinka koryta Białej na długości około 1,4 km. Wody rzeki zostały skierowane do nowego koryta, które współcześnie uchodzi do Wisły około 820 m poniżej naturalnego miejsca połączenia obu cieków. Część terenów pokopalnianych, po których dawniej płynęła Biała, została zaadaptowana przez Bielski Park Technologiczny Lotnictwa, Przedsiębiorczości i Innowacji.
W dolnej części doliny Białej, w Czechowicach-Dziedzicach i Bestwinie, znajduje się kilka dużych kompleksów sztucznych stawów hodowlanych.

## Dopływy
Główne dopływy: Białka, Olszówka, Straconka, Niwka, Krzywa i Kromparek.
Miejscowości nad Białą to: Bystra, Bielsko-Biała, Bestwina, Kaniów oraz Czechowice-Dziedzice.

## Stany wód
Biała charakteryzuje się zmiennymi przepływami i skłonnością do nagłych wezbrań. W połowie września 2024 r., w trakcie nawalnych opadów w regionie, w Mikuszowicach rzeka osiągnęła poziom 260 cm. Historyczne maksimum z lipca 1970 roku wynosiło tam 257 cm. Oceniano, że w centrum Bielska-Białej Biała osiągnęła najwyższy stan od 90 lat.

## Rzeka graniczna
Przez wiele wieków Biała była rzeką graniczną – etniczną, diecezjalną i państwową, rozdzielającą historyczne tereny Śląska i Małopolski. Początkowo stanowiła granicę pomiędzy dawnymi diecezjami: wrocławską i krakowską, a od 1783 granicę diecezji tarnowskiej.
Od 1316 roku granica początkowo między śląskimi księstwami: cieszyńskim (od 1572 r. wyodrębnionym z niego państwem bielskim) i oświęcimskim, potem po inkorporacji tego ostatniego do Korony w 1456 – między Królestwem Polskim a ziemiami korony czeskiej. W czasie rozbiorów od 1772 roku rozdzielała prowincje imperium Habsburgów: Galicję i Śląsk Austriacki, stanowiła także rzekę graniczną pomiędzy miastami Białą a Bielskiem do połączenia tych miast w jeden organizm w XX wieku. Po II wojnie światowej do końca 1950 roku, kiedy to gminę Bystra-Wilkowice, obejmującą m.in. Bystrą Krakowską, przeniesiono z województwa krakowskiego do katowickiego, granica między tymi województwami.